# Dombi Lajos (lelkész)
Ikafalvi Dombi Lajos (Szilágysámson, 1853. február 25. – Gyula, 1920. december 23.) református lelkész, író, költő. 

## Életútja
Apja Dombi Lajos református lelkész volt. Középiskoláit Zilahon végezte 1871-ben; azután a debreceni református főiskolában hittanhallgató volt. 1875. szeptember 1-jén gencsi, 1876. április 24-én felsőbányai segédlelkész lett. 1878-ban Kolozsvárt szentelték föl és Somkerék választotta papjának, ahol 20 évet töltött el. Azután a kémeri és öt évvel később a nagyváradi egyház lelkésze lett. 1889-től pedig Gyulán volt lelkész. A református egyház közéleti és szervezeti mozgalmainak résztvevője volt. Életének 68., házasságának 43. évében (felesége Béldi Mária volt) hunyt el Gyulán. 1920. december 25-én helyezték nyugalomra. 
Teológus korában a hittanszaki önképzőkör Közlönyében (IV. és V. évfolyamban) jelentek meg tőle Felső-csernatoni Bod Péterről és dr. Salamon Józsefről írt cikkei; továbbá irt egyháziakat az Evangyéliomi Protestáns Lapba (1875. 1877. Egyházak új módú csoportosulása és a s. lelkészek sorsa, 1878. Népiskolaügy), Erdélyi Protestáns Közlönybe (1880. A káplántartásról, 1881. A papválasztás kérdéséhez, 1882. Özvegy-árvai gyámintézeteink), Protestáns Közlönybe (1883. A domestica ügyében 1888. Nehány szó a papi értekezletekről, 1889. Nyilt levél erdélyi ev. ref. lelkésztársaimhoz, 1891. Az özvegy-árvai gyámintézetekről), Debreczeni Protestáns Lapba (1883. Lelkészek minősítése és az egyházak osztályozása kérdéséhez, 1884. Családkönyv ügyében, 1885. Lelkészválasztási törvényeink, Betegek látogatása, 1886. Lelkésztanítóságok érdekében, 1887. Részlet a Nagyváradi ev. ref. egyház történelme cz. műből, Az esperesi hivatal méltánylása, 1888. Az általános osztályzat kérdéséhez, A végzett hittanhallgatók tanár-képesítése, Bethlendi Endre, Oláh József, 1889. Pünköst, Karácsony, 1890. Szolgálatképtelen lelkészek, 1891. Nemzeti ünnep), Szabad Egyházba (1889. A jutalom), Protestáns Egyházi s Iskolai Lapba (1889. Karácsony, 1890-91. Betegek látogatása), Közpapok Lapjába (1890. A lelkészi pálya); egyházi beszédei az Evangyéliomi Lelkészi Tárban (1880, 1883-84.) és Ev. Lelk. Tár Gyászesetekre (I.-II. kötet), a biharmegyei régészeti s történelmi egylet 1885/6-1887/8. Évkönyvében: A nagyváradi vár ostroma c. történeti cikke, 1880-tól 1892-ig versei és vegyes cikkei az Ébresztőben, Szilágy-Somlyóban, Debreczenben, Biharban, Szabadságban, Nagyváradi Hírlapban, Békésmegyei Közlönyben, Békésben (1889-90.), Hunyadban és Szabad Egyházban (1892.) jelentek meg.

## Művei
- Halotti ima és életirat. Dr. Miskolczy Mihály emlékezete. 1886. szept. 6. Nagyvárad.
- Egyházi beszéd. Nagyváradon, az olaszi ev. ref. templomban 1889. ápr. 21. tartotta kibucsuzása alkalmából. Nagyvárad, 1889.
- Templomszentelő imák és beszédek, a nagybecskereki templom megnyitása alkalmával. Budapest, 1892. (Többekkel együtt.)